# Соловецкий лагерь особого назначения
Солове́цкий ла́герь (Солове́цкий ла́герь осо́бого назначе́ния (СЛОН), Солове́цкий ИТЛ ОГПУ (СЛАГ), Солове́цкая тюрьма́ осо́бого назначе́ния (СТОН), «Соловки́», «Соловецкая каторга») — один из первых советских концлагерей. Он был основан на архипелаге Соловецких островов в 1920 году. Это место стало площадкой для оттачивания системы советских концлагерей. На базе Соловков были созданы другие лагеря, в том числе печально известный Белбалтлаг. Кроме того, тут содержались и были впоследствии убиты многие известные люди. В результате этот лагерь стал считаться символом унёсшей сотни тысяч жизней системы ГУЛАГа и политических репрессий в советское время в целом. Его название стало нарицательным, а соловецкие камни и кресты стали одними из самых распространённых элементов памятников жертвам советских репрессий.

## История

### Предыстория
Уже с XVI века во времена Ивана Грозного основанный в XV веке Соловецкий монастырь благодаря своей удалённости и труднодоступности стал местом заточения различных государственных и церковных преступников. Это было началом истории Соловецкой монастырской тюрьмы, которая просуществовала до самого конца царской России. В начале XX века разразился большой общественный скандал в связи с публикацией очерка фельдшера Михаила Колчина, в котором он рассказал о жестоком обращении с соловецкими узниками. В 1903 году тюрьму посетил военный министр Алексей Куропаткин. В том же году он добился её закрытия в стенах монастырского кремля. Однако соловецкие скиты продолжили служить местами заключения. Последних узников освободили уже после Февральской революции особым декретом Временного правительства в феврале 1917 года.
После начала Гражданской войны (1918-1923 годов) Соловецкие острова находились под властью левого Верховного управления Северной области. Но 6 сентября 1918 года белый капитан Георгий Чаплин организовал переворот, в результате которого члены правительства были арестованы и отправлены пароходом в Соловецкий монастырь, где были заключены под стражу. 3 февраля 1919 года белое правительство Северной области издало постановление, по которому граждане, «присутствие коих является вредным… могут быть подвергаемы аресту и высылке во внесудебном порядке… Местом высылки назначается Соловецкий монастырь или один из островов Соловецкой группы…». По некоторым свидетельствам, обращение с узниками «северных лагерей» было крайне жестоким.

### Возникновение Соловецкого лагеря особого назначения

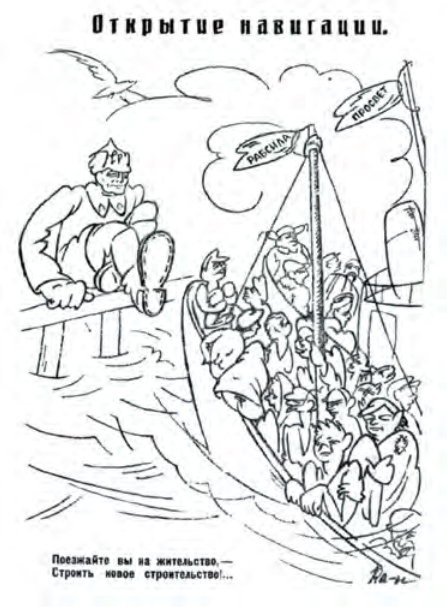
Карикатура. Газета «Новые Соловки», № 32, 1925 год

Уже весной 1920 года северный регион был захвачен большевиками. 25 мая того же года по инициативе комиссара ВЧК Михаила Кедрова Соловецкий монастырь снова стал местом заключения — он стал концентрационным лагерем для военнопленных Гражданской войны. А здание бывшей островной гостиницы было переоборудовано в колонию детей репрессированных буржуев. В руководстве  тюрьмой принимали участие Ф. В. Ауке, С. А. Абакумов, Ф. В. Чушков. По некоторым свидетельствам узники «северных концлагерей» подвергались пыткам голодом и холодом, а основной мерой наказания за проступки был расстрел.
Уже в 1922 году большевистские власти задумали устроить на Крайнем Севере место для высылки «социально чуждых элементов», поскольку «расстрелять их не было повода, а терпеть — не было возможности». Выбор пал на Соловецкий архипелаг. Ещё до официального учреждения Соловецкого лагеря 7 июня 1923 года на острова из Архангельска на пароходе «Печора» было доставлено 300 заключённых. Только 13 октября Совнарком официально постановил создать лагерь. Это решение было визировано Советом труда и обороны 30 октября (этот день, по стечению обстоятельств, десятилетия спустя стал Днём политзаключённого). Первым комендантом лагеря стал чекист Александр Ногтев.

### Организационные работы
В мае 1923 г. заместитель председателя ГПУ И. С. Уншлихт обратился во ВЦИК с проектом по организации Соловецкого лагеря принудительных работ. 6 июня 1923 года (ещё до принятия решения о создании соловецкого лагеря) колёсный пароход «Печора» доставил на Соловецкие острова первую партию заключённых из Архангельска и Пертоминска.
6 июля 1923 года, через полгода после образования СССР, ГПУ союзных республик были выведены из-под контроля республиканских НКВД и слиты в Объединённое государственное политическое управление (ОГПУ), подчинённое непосредственно СНК СССР. В ведение ОГПУ были переданы места заключения ГПУ РСФСР.
На острове Революции (ранее — Попов остров) в Кемском заливе, где находилась лесопилка, было решено создать транзитный пункт между железнодорожной станцией Кемь и новым лагерем на Соловецких островах. Правительство Автономной Карельской ССР выступило против действий ОГПУ, однако транзитный пункт всё равно был открыт.
Согласно декрету ОГПУ, представленному Совнаркому РСФСР 18 августа 1923 года, в новом лагере должны были содержаться «политические и уголовные заключённые, приговорённые дополнительными судебными органами ГПУ, бывшей ВЧК, „Особым совещанием при Коллегии ГПУ“ и обычными судами, если ГПУ быстро давало разрешение».
Вскоре на основании Постановления СНК СССР от 13 октября 1923 года (протокол 15) Северные лагеря ГПУ были ликвидированы и на их базе организовано Управление Соловецкого лагеря принудительных работ особого назначения (УСЛОН или СЛОН) ОГПУ. Лагерю было передано в пользование всё имущество Соловецкого монастыря, закрытого с 1920 года. В лагере предполагалось разместить 8000 человек. В лагерь были переведены Северные лагеря принудительных работ.
Арестанты, работавшие на отдельных предприятиях, разделялись на артели, а те на десятки, которыми руководили десятники, ответственные за продуктивность работ.
Положение о Соловецких лагерях особого назначения ОГПУ (2 октября 1924 г) предусматривало, что «работы заключённых имеют воспитательно-трудовое значение, ставя своей целью приохотить и приучить к труду отбывающих наказание, дав им возможность по выходе из лагерей жить честной трудовой жизнью и быть полезными гражданами СССР». В этом документе были оговорены разные меры дисциплинарных наказаний за отказ от работы, невыполнение наряда, порчу инструмента, неподчинение, однако экономические методы стимулирования труда практически не оговаривались. В этот период и работу удавалось найти далеко не всем, поэтому во второй половине 1924 года ОГПУ было вынуждено дополнительно выделить на содержание лагеря 600 тысяч рублей.

### Политические заключённые
«Политики» (члены социалистических партий: эсеры, меньшевики, бундовцы и анархисты), составлявшие небольшую часть от общего числа заключённых (около 400 человек), тем не менее занимали привилегированное положение в лагере и, как правило, были освобождены от физического труда (кроме авральных работ), свободно общались друг с другом, имели свой орган управления (старостат), могли видеться с родственниками, получали помощь от Политического Красного Креста и посылки.
В начале декабря 1923 года начальник УСЛОН Эйхманс объявил старостам, что получены новые инструкции о режиме для политзаключённых на Соловках, который предусматривает, в частности, запрещение прогулок с 6 часов вечера до 6 часов утра. Без обсуждения с другими заключёнными старосты решили нововведению не подчиняться. Эсеры, левые эсеры и анархисты постановили прогулок не прекращать и организовали гуляние по группам, сменяя друг друга по очереди. Социал-демократы от демонстраций воздержались. 19 декабря 1923 года в 17.00 староста эсеров Иваницкий направился на переговоры к начальнику Савватиевского скита Ногтеву, но тот его не принял. В 18.00 во двор вышли солдаты и потребовали от гуляющих вернуться в корпус. В ответ на неподчинение охрана применила оружие, убив пятерых и тяжело ранив троих (одного смертельно) членов партий эсеров и анархистов. По поводу происшествия была проведена проверка комиссией ВЦИК во главе с А. П. Смирновым. Она признала действия охраны неправомерными.
Прокурор Верховного Суда СССР П. А. Красиков осенью 1924 года отчитался в журнале «СЛОН» о результатах проверки Соловецкого лагеря и Кемского пересыльного пункта, отметив, что политические питаются намного лучше уголовников и даже лучше красноармейцев, некоторые из них имеют диетический стол с белым хлебом и маслом. Они также без ограничения могут получать с воли посылки, в которых им присылают шоколад, какао, масло, в общем количестве 500—600 пудов в год. Помещения монашеских скитов, отведённые им, являются лучшими на островах: они прекрасно отапливаются, имеют просторные светлые комнаты с видами на море и лес. Решёток, стражи внутри домов нет. Политические никакими работами не заняты, усматривая в этом нарушение своей свободы. Они только должны готовить себе пищу из отпущенных продуктов и поддерживать порядок в помещениях, с чем справляются не очень хорошо. Даже заготовку дров для политических их силами администрации наладить не удаётся. Всего политических осуждённых на конец 1924 года было 320—330 человек, включая женщин и детей, как родившихся на Соловках, так и привезённых родителями с собой, отмечал прокурор. Уголовные осуждённые относятся к ним отрицательно, так как считают, что те ведут паразитический образ жизни и выдвигают чрезмерные требования к администрации: например, электрического освещения не до 12 ночи, а круглосуточно, размещения приезжающих гостей не в гостинице, а в изоляторе вместе с ними, прогулок не до 18.00, а в любое время суток. Своё сидение в лагере политические изображают как борьбу с советской властью, а апеллируют при этом к заграничной прессе. При обсуждении возможности бюджета удовлетворять растущие требования политических их старосты заявили: «Какое нам дело до ваших бюджетов! Наше единственное желание — чтобы ваш бюджет лопнул, и мы рады по мере сил способствовать этому. Ваша обязанность доставлять нам всё, что нам нужно и необходимо»[нужна атрибуция мнения].
Протест против привилегий политических высказал в журнале «Слон» № 9-10 за 1924 год заключённый И. Сухов. «Они вот-вот потребуют для себя денщиков и лошадей для выездов», как требовали до этого предоставления заготовленных чужими руками дров и истопников для прачечной. Политические оскорбительно ведут себя по отношению к красноармейцам, называя их «баранами» и призывая выступать против Советской власти, возмущался автор.
На 1 октября 1924 года численность политических заключённых в лагере составляет 429 чел. из общего числа около 3 тыс. человек, из них 176 меньшевиков, 130 правых эсеров, 67 анархистов, 26 левых эсеров, 30 социалистов других организаций.
10 июня 1925 года было принято Постановление СНК СССР от 10.06.1925 О прекращении содержания в СЛОН политзаключённых. Летом 1925 политические заключённые были вывезены на материк.

## Состав заключённых
Большинство заключённых были направлены в СЛОН во внесудебном порядке (по постановлениям Коллегии ОГПУ, Комиссии по высылкам при НКВД и Особого совещания при Коллегии ОГПУ). Сроки их заключения составляли от 3 до максимальных в 1920-е годы 10 лет.
Первую группу заключённых составляли те, кого власти официально признавали политическими заключёнными — эсеры, меньшевики, анархисты. Они не привлекались к принудительным работам, получали особый («усиленный») паёк, имели выборных старост. До 1925 года их содержали в полной изоляции от других заключённых лагеря в Савватьевском, а затем и в Анзерском и Муксоломском скитах монастыря. В 1925 году их всех перевели в политизоляторы ОГПУ на материке.
Вторую группу заключённых составляли прочие политические заключённые. Их именовали «каэры» («контрреволюционеры»). Это были люди различных интеллигентных профессий, бывшие студенты, бывшие офицеры, священники разных конфессий (на 1925 год численность заключённого духовенства по разным данным колеблется от 120 до 500 человек, к 1926 году среди заключённых было 29 православных архиереев), рабочие и крестьяне, участвовавшие в массовых антибольшевистских движениях. Их широко использовали на тяжёлых работах.
Третьей категорией заключённых были уголовники и «бытовики», которые направлялись в лагерь по решению суда (в первое время они составляли не более 20 % всех заключённых), а также профессиональные нищие, проститутки, беспризорники и преступники-«малолетки», которые направлялись в лагерь из крупных городов во внесудебном порядке. На 1 апреля 1930 года в лагере содержалось 3357 несовершеннолетних.
Ввиду нехватки вольнонаёмных сотрудников, заключённые (в том числе осуждённые по «политическим» статьям) занимали большую часть руководящих должностей в мастерских и на предприятиях УСЛОН с 1923 года: из 659 руководителей и специалистов 559 были заключённые. Внутреннюю охрану лагерей составлял вооружённый «надзор», укомплектованный, главным образом, заключёнными — бывшими коммунистами, красными командирами, красноармейцами, чекистами, осуждёнными за должностные преступления, а также уголовниками. В апреле 1931 года на низшие административные должности и в качестве стрелков военизированной охраны стали привлекать «бытовиков» и бывших советских и партийных работников.
Официальная численность заключённых в 1923—1933 годах приведена в таблице ниже (цифры по состоянию на конец года).
| Год             | 1923 | 1924 | 1925 | 1926   | 1927   | 1928   | 1929   | 1930   | 1931   | 1932 | 1933   |
| --------------- | ---- | ---- | ---- | ------ | ------ | ------ | ------ | ------ | ------ | ---- | ------ |
| Численность з/к | 2557 | 5044 | 7727 | 10 682 | 14 810 | 21 900 | 65 000 | 71 800 | 15 130 | Н/Д  | 19 287 |

## Известные заключенные
- Лихачёв, Дмитрий Сергеевич

- Солоневич, Борис Лукьянович

- Френкель, Нафталий Аронович

## Рост эффективности

### Развитие инфраструктуры
Изначально масштабы деятельности УСЛОНа ограничивались Соловецкими островами; в Кеми, на территории Автономной Карелии, находился только пересыльно-распределительный пункт. При инспекции СЛОН осенью 1924 года прокурор Верховного Суда СССР П. А. Красиков отметил, что Кемский пересыльный пункт был построен англичанами для своего десанта и в 1924 году был капитально отремонтирован, снабжён печами, кухнями, лазаретом с аптекой и медицинским персоналом. Сообщение с Соловками осуществляли в навигацию два парохода, путь до Москвы занимает 36-38 часов, а переход от Кеми до Соловков 2 часа.

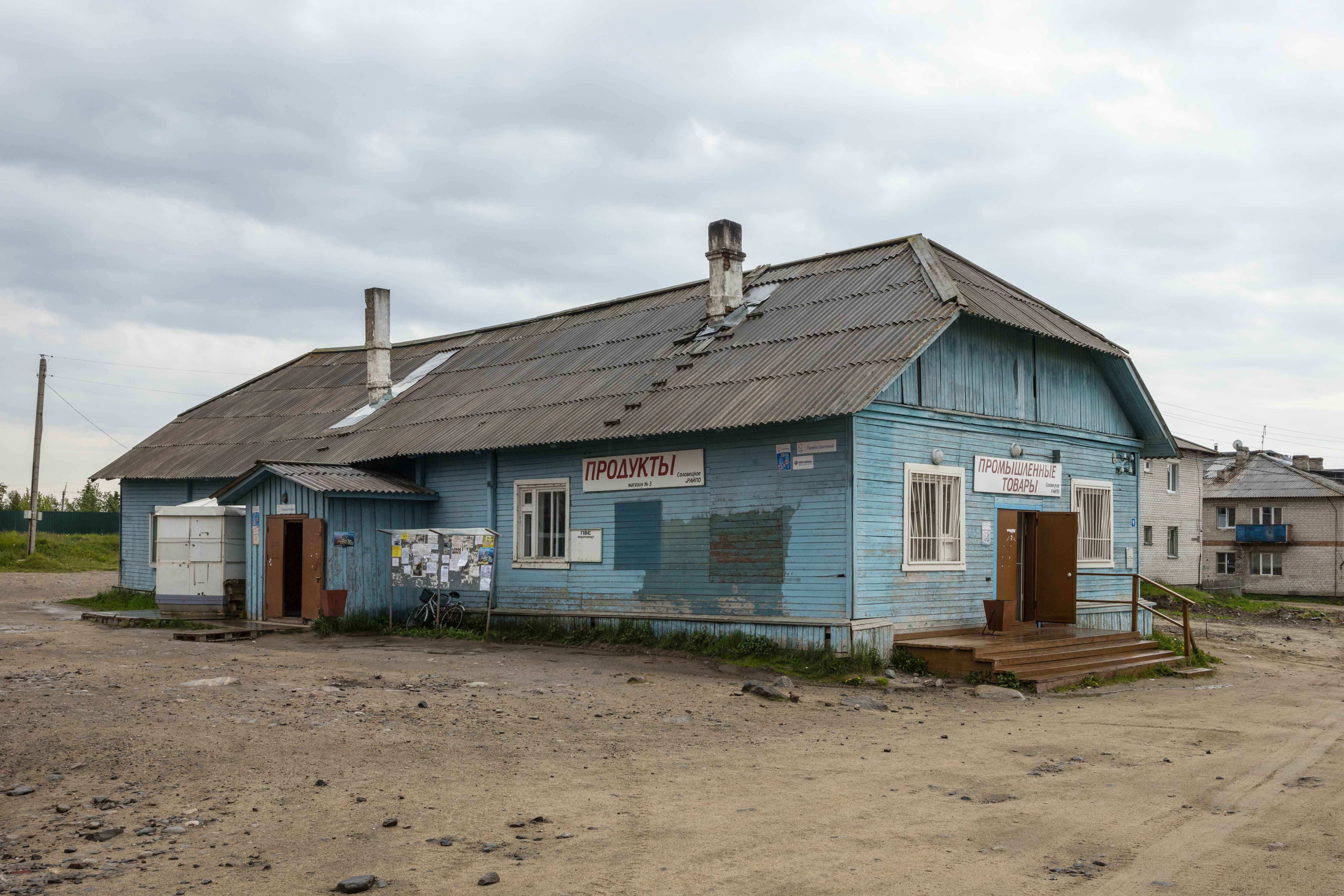
Барак № 5 управления Соловецкого лагеря особого назначения: улица Заозерная, 9, Соловецкий, Соловецкий район, Архангельская область.

При учреждении лагеря в мае 1923 года он располагал одной маломощной электростанцией с одной паровой турбиной мощностью 60 л.с. и одной водяной такой же мощностью, которые вырабатывали 62 кВт электрической мощности, её едва хватало на освещение.
Для увеличения мощности была установлена ещё одна паровая машина в 35 л. с. с динамо-машиной на 21 кВт, а также электродвигатели на мельнице (25 л. с.), слесарно-механической мастерской (12 л. с.) и электромеханической мастерской (4 л. с.). Проведены новые медные силовые провода и подготовлена установка электродвигателей на кирпичном заводе (25 л. с.), заводе сухой перегонки дерева и на кожевенном заводе (по 12 л. с.), на заводе механической обуви, гончарном, чугунолитейном. Были оборудованы две новых электростанции в Савватиево и Муксульме, а также запланировано строительство дополнительной гидростанции для высвобождения паровых машин, мощностью 150 л.с.
6 ноября 1924 года был после 8-летнего перерыва всего за 4 месяца запущен лесозавод № 40 на острове Революции, переименованный в «Красную Карелию» и вошедший в гострест «Северолес». Торжественный митинг приветствовали струнный оркестр и театральная труппа лагеря. Была особо отмечена ударная работа заключённых механика А. М. Михайлова и техника Новицкого. Михайлову от завода была выделена ежемесячная персональная надбавка в размере месячной зарплаты.
К концу 1920-х годов на одном из Соловецких островов был организован зверопитомник, где выращивались лисы, песцы, соболя, ондатра.
Литейное производство из чугуна и меди производило стойки для швейных машин, колосники для печей, вьюшки.

### Организация труда
В 1924 году на Соловки попал бывший одесский коммерсант Нафталий Аронович Френкель. В это время в лагере сформировалась структура администрации Управления СЛОН, где за развитие производственной деятельности отвечали производственно-техническая часть (ведала предприятиями, заводами и мастерскими; техническими, строительно-ремонтными и лесными разработками; рабочей силой и её целесообразным использованием; организацией обрабатывающей и добывающей промышленности) и хозяйственная часть (контроль рыбных и зверобойных промыслов; работа подсобно-ремонтных мастерских; заготовка и снабжение материалами, сырьём и хозяйственным инвентарём всех производственно-технических предприятий, заводов и промыслов; реализация). В 1926 г. все эти функции были объединены в эксплуатационно-производственном отделе экономической части (ЭПО ЭКЧ), которую возглавил заключённый Н. А. Френкель. Его нововведением была замена стандартного пайка на чёткий дифференцированный метод распределения пищи в зависимости от выработки и категории трудоспособности заключённых, что позволило резко увеличить производительность труда.
Одной из главных задач Френкеля была «разработка методов и способов продуктивности работ при организации их на рациональных началах». Если в 1925 г. начальник УСЛОН Ф. И. Эйхманс в докладе об экономическом состоянии лагерей признавал, что «…рабочую силу на Соловках при наличии наших предприятий использовать негде», то уже в 1928 г. он отметил, что ситуация поменялась на противоположную: численность заключённых выросла с 5872 чел. до 21900 чел., из которых на контрагентских строительных и лесозаготовительных работах на материке было занято около 10 тысяч человек. Лагерь превратился в многоотраслевую промышленную зону, где совершенствовалось оборудование заводов и предприятий. Производственная деятельность сдвинулась в Карелию, усилилось значение Кемского пересыльно-распределительного пункта, располагавшего гораздо большим объёмом рабочей силы, чем Соловецкий остров. По отчётам за 1927 год, только лесозаготовки дали лагерному хозяйству чистой прибыли 5 млн золотых рублей.
В 1926 г. заседанием коллегии ОГПУ срок Н. А. Френкелю сокращён до 5 лет, 23 июня 1927 г. он был досрочно освобождён. Нафталий Аронович был далеко не единственным заключённым, который сделал карьеру в лагере в это время: из 659 сотрудников его отдела на Соловках и на материке, 559 были осуждены за контрреволюционную деятельность. Это не нравилось партийной ячейке, которая сама хотела руководить производственно-хозяйственной жизнью лагеря, а не подчиняться Френкелю. Однако признавала, что Н. А. Френкель «…поставил Соловецкое хозяйство. Конечно, подход у него собственника-коммерсанта, и ни в коей мере не советского общественника. Но как работник — ценный…». «Выгнать Френкеля сейчас нельзя — нужно подготовить смену», — считали партийцы, создав для контроля и ревизии всех производств лагеря Организационное бюро, дублировавшее ЭПО ЭКЧ.
Претензии соловецкой партийной ячейки к Френкелю с желанием постепенно сместить с руководящих должностей заключенных-контрреволюционеров, заменив их на «безработных товарищей» из членов партии, привели к проведению 5 апреля 1929 г. специального совещания членов ВКП(б) СЛОН ОГПУ с участием заведующего спецотделом ОГПУ Г. И. Бокия, представителей прокуратуры г. Кемь, соловецкой парторганизации и парторганизации лагеря. На нём Г. И. Бокий поддержал стратегию развития лагерей, предложенную Н. А. Френкелем, объявив, что Френкель является не контрреволюционером, а секретным сотрудником ОГПУ. В итоге он запретил парторганизации вмешиваться в оперативную работу производства, «…потому что хозяйственные дела лагерей тоже очень часто бывают секретные».
Разветвлённое хозяйство лагеря включало строительство и эксплуатацию железных дорог, лесозаготовки, торфоразработки, добычу йода и агар-агара из водорослей, добычу морского зверя, рыбы, производство сельскохозяйственной продукции, солеварни, пушное хозяйство (в том числе разведение ценных пород кроликов, шкурки которых шли на экспорт в Великобританию), ремесленные мастерские, кирпичный, кожевенный, известковый, механический, гончарный, смолокуренный и салотопенный заводы. Некоторые из них (кирпичный завод, иодпром, рыбзверпром, пушное хозяйство, лесозаготовки) работали уже не на самообеспечение, а на вывоз и даже на экспорт.
В 1930 г. в Соловецких лагерях находилось 63000 заключённых, из них на контрагентских работах было задействовано 24534 чел., на собственных предприятиях — 11029 чел. Средний доход УСЛОН за 1 человеко-день вырос до 4 рублей. Одновременно нарастало желание руководящих структур Архангельска и КАССР прибрать УСЛОН к рукам. Решающее слово сказало ОГПУ, в 1929 г. ходатайствовавшее перед Секретариатом ВЦИК об оставлении Соловецких островов в составе Северного края.
Руководство УСЛОН пытается отстоять собственную концепцию развития, в апреле 1930 г. представив «Материалы по реорганизации СЛОН», в которых обращает внимание на такие недостатки, как внутриведомственное соперничество, слабое «…техническое и оперативное руководство всей эксплуатационно-коммерческой деятельностью УСЛОН, что является делом непосильным для одного человека или для одного отдела». Предлагалось реорганизовать руководство всеми предприятиями УСЛОН, выделив специализированные отделы: лесной, дорожно-строительный, торговый, рыбопромышленный, сельскохозяйственный и другие, с самостоятельным балансом, чтобы открыть «новые пути рационального использования прибывающей рабсилы».
Однако предложенный проект не был воплощён: ОГПУ начало создавать сеть исправительно-трудовых лагерей на базе материковых подразделений СЛОН. Для их руководства в апреле 1930 г. образовано Управление исправительно-трудовых лагерей (с октября 1930 г. — Главное управление). Осенью 1930 г. на основе СЛОН организовано лаготделение Соловецкого и Карело-Мурманского исправительно-трудового лагеря (СИКМИТЛ ОГПУ) с подчинением ГПУ Карельской АССР и ГУЛАГ ОГПУ.

## Культурно-массовая работа

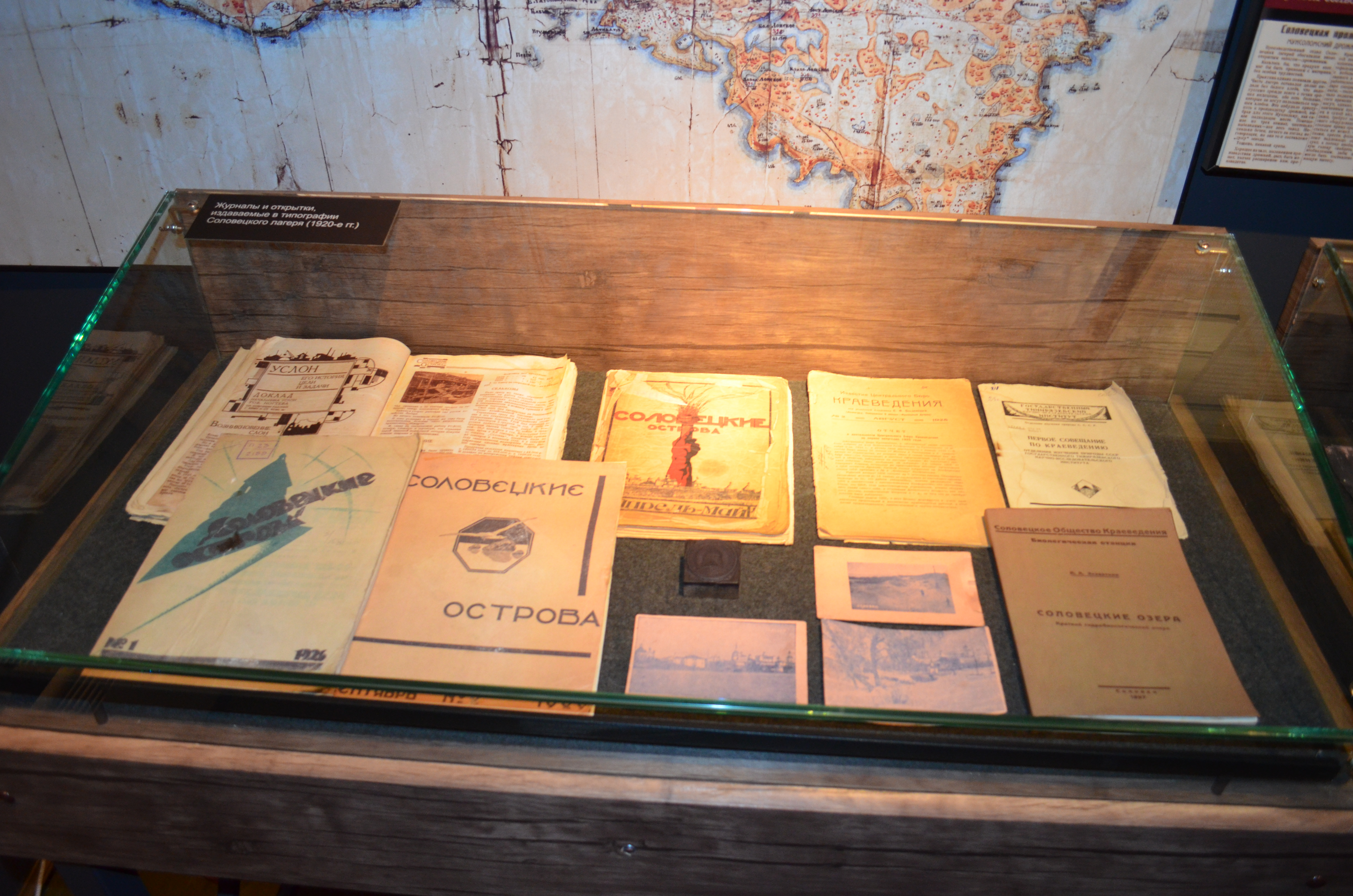
Агитационно-пропагандистские материалы, отпечатанные в типографии Соловецкого лагеря в 1920-е гг.

В 1925 году в лагере начала издаваться многотиражная еженедельная газета «Новые Соловки». В ней освещались трудовые будни коллектива и ячейки РКП(б), вопросы научной организации и охраны труда с прикреплением каждого работника к определённой артели, совершенствованием его трудовых навыков и ростом удовлетворённости трудом, вовлечения женщин в общественную жизнь. В газете публиковались статьи об истории монастыря, его героических оборонах от захватчиков, культурно-исторических ценностях. «Лагерные корреспонденты» сообщали о быте и работе отдельных бригад: пекарни, мельницы, праздновании Нового года и Рождества, пошиве тёплой стёганой одежды для работников почты, которые на лодках доставляют корреспонденцию на острова и участки. Газета освещала ликвидацию безграмотности среди осуждённых (в том числе обучение профессиям, иностранным языкам, в том числе финскому), лекции и концерты в клубе. Осуждая преступивших уголовный закон, газета показывала примеры перевоспитания уголовников, среди которых «выявилось немало талантливых самородков», которые через приобщение к культурной работе и коллективу отказываются от дурных привычек «игры в карты, ругани, и пр.».
Издательство и типография УСЛОН издавали также журнал «Соловецкие острова» (в 1924—1926 и 1929—1930 годах), приложения к газете «Новые Соловки» «Соловецкий Крокодил», «Соловецкий безбожник». В лагере работало «Радио-Соловки».
С 1924 года в лагере активно работало состоящее из заключённых Соловецкое отделение Архангельского общества краеведения (СОАОК), которое по предложению Академии наук в 1926 году стало самостоятельным — Соловецким обществом краеведения (СОК). У него было четыре секции: историко-археологическая, криминологическая (социокультурные исследования уголовного мира), охотоведческая и естественно-историческая: биосад с дендрологическим питомником, агрокабинет, биостанция, энтомологический кабинет, питомник пушных зверей. За Обществом были закреплены библиотека, превышавшая 3,5 тысячи томов (в том числе редкие книги из монастырского собрания), и краеведческий музей, под охрану которого были поставлены памятники церковной архитектуры. Книг, особенно русской классики, не хватало, в лагере действовало 6 передвижных библиотек по 100 томов каждая. Переплётная мастерская старалась поддерживать книги в порядке, подклеивать ветхие страницы. Библиотечный фонд постоянно рос и к 1929 году достиг 13 294 книг, количество библиотек с передвижками достигло 18.
В 1929 году в лагере работало 22 пункта ликбеза, обучено неграмотных 299, малограмотных 175 человек. 165 курсантов занимались на 10 профессиональных курсах.
В 1924—1927 выпускался научно-краеведческий журнал «Материалы СОАОК», многие публикации которого сохранили научную актуальность до наших дней.
К периоду 1925—1930 годов относится расцвет лагерного театра, в котором играли заключённые, в том числе профессиональные актёры и музыканты. Только за 1925 год театром было дано 139 спектаклей, 40 концертов, проведено 37 киносеансов. На территории лагеря находилось 9 сцен. Этот период описан в воспоминаниях Бориса Ширяева «Неугасимая лампада». К 1929 году в лагере работало 2 театра, которые создали 75 постановок, которые посетили 27 871 человек.
Сидельцы сложили о лагере ряд песен, в частности, «Море белое — водная ширь…» (приписывается Борису Емельянову).
В лагере работали спортивные секции футбола, хоккея с мячом, лыж, лёгкой атлетики. Зимой люди занимались лыжами и коньками, а в летний период в 1929 году создавалось 10 футбольных, 4 баскетбольных и 6 волейбольных команд (в том числе одна женская), секции гребли, плавания, гимнастики. Занятия гимнастикой были обязательными. Организовывались игры в кегли и городки. Большинство заключённых, охваченных воспитательной работой, относилось к деклассированным низам и впервые в жизни получало доступ к культуре и спорту.

## Расширение лагеря
В состав СЛОН ОГПУ (официальное название до 1930 года) входили расположенные на территории Соловецкого архипелага шесть отделений:
1) Кремлёвское (в том числе Заяцкий женский штрафной изолятор);
2) Савватьевское;
3) Муксалмское;
4) Секирное (мужской штрафной изолятор);
5) Кондостров;
6) Анзерское.
На протяжении 1920-х годов в состав СЛОН ОГПУ включались лагеря, создававшиеся на материке. В результате в 1930 году Управление СЛОН (УСЛОН) было переведено в Кемь и оформилась новая структура лагеря из 12 отделений:
1-е отделение — «Остров Революции» — Кемский пересыльный пункт (Попов остров в г. Кемь);
2-е отделение — Май-губа, Надвоицы, Медгора;
3-е отделение — «Кандалакша» — разъезд Белый, Зашеек, Кандалакша, Энгозеро;
4-е отделение — Соловецкие острова;
5-е отделение — «Кемь-Ухтинское» — Кемь-Кут до Шуерецкой;
6-е отделение — «Апатиты»;
7-е отделение — «Сорокское» — Шуерецкая, Разнаволока, Сорока, Мяг-остров;
8-е отделение — Олимний, Парандово, Ругозеро, Надвоицы;
9-е отделение — «Поньгомское» — Энгозеро, Поньгома, Сиг, Кемь (карантин);
10-е отделение — пункт — Кондостров;
11-е отделение — пункт — «Мурманский» — Териберка, Мурманск (до разъезда Белый);
12-е отделение — Пертоминск.

## Смертность в лагере
За время существования лагеря в нём умерло около 7,5 тысяч человек, из них 3583 умерли в последнем квартале 1929 и первом квартале 1930 года в результате эпидемии тифа. Следствие по делу об эпидемии проводилось до глубокой осени 1930 года, после чего ряд виновных были осуждены, в том числе трое к высшей мере наказания за неоказание помощи больным и издевательства над больными заключёнными. Было сменено руководство УСЛОН.
Нацистский коллаборационист Семён Пидгайный, автор изданных на Западе книг, утверждал, что только при прокладке железной дороги к Филимоновским торфоразработкам в 1928 году на восьми километрах дороги погибло десять тысяч украинцев и донских казаков. На самом деле узкоколейная железная дорога строилась с 1923 по 1925 годы, когда общая численность осуждённых СЛОН не превышала 7727 человек.

## Расстрелы на Соловецких островах
По воспоминаниям бывших заключённых, Секирная гора, где размещался штрафной изолятор лагеря, была местом единичных и массовых расстрелов.
19 декабря 1923 года в Савватьевском скиту СЛОНа охрана расстреляла политзаключённых (социалистов и анархистов), протестовавших против ужесточения режима. Шесть человек погибли, включая двух женщин: Наталья Бауэр (32 года), Гавриил Билима-Постернаков (26 лет), Меер Горелик (26 лет), Елизавета Котова (23 года), Георгий Качоровский (27 лет) и Всеволод Попов (27 лет). Осенью 1924 года, продолжая борьбу за свои права, политзаключенные объявили голодовку с требованием перевести их на материк.
Известный по мемуаристике расстрел 1929 года (так называемый «расстрел трёхсот») фактически включил в себя расстрел участников якобы существовавшего заговора с целью массового побега — 53 человека (29 ноября 1929 года) и расстрелы по делам о злоупотреблениях лагерной администрации (расследования Особой следственной комиссии члена Коллегии ОГПУ А. М. Шанина) — около 60 человек, в том числе и по «делу Курилко» — 3 человека (февраль 1930 года). Захоронения казнённых производились на бывшем монастырском кладбище около Кремля и на Секирной горе.
В 1937 году, перед образованием Соловецкой тюрьмы особого назначения, было расстреляно 2000 заключённых. 14 февраля 1938 года 198 заключённых были расстреляны в лесу на дороге к Секирной горе.

## Расформирование лагеря (1933). Соловецкая тюрьма особого назначения
В декабре 1933 года лагерь был расформирован, а его имущество — передано Беломоро-Балтийскому лагерю.
В дальнейшем на Соловках располагалось одно из лагерных отделений БелБалтЛага, а в 1937—1939 гг. — Соловецкая тюрьма особого назначения (СТОН) Главного управления государственной безопасности (ГУГБ) НКВД СССР.
Благодаря архивным исследованиям, проведённым в 1995 году директором Санкт-Петербургского научно-исследовательского центра «Мемориал» Вениамином Иофе, было установлено, что 27 октября 1937 года по приговору Особой Тройки УНКВД по Ленинградской области часть заключённых Соловецкой тюрьмы особого назначения погрузили на баржи и, доставив их в посёлок Повенец, расстреляли в урочище Сандармох (1111 человек, в том числе всех нетрудоспособных и «ненаряженных» — лагерный термин, обозначавший заключённого, не имеющего специальности).
С этой версией не согласно Российское военно-историческое общество, которое в 2018-м и 2019 году провело экспедиции в Сандармох. Директор Института истории, политических и социальных наук Петрозаводского государственного университета, доктор исторических наук Сергей Веригин считает, что найденные ранее членами «Мемориала» захоронения относятся к массовым убийствам советских военнопленных, содержавшихся в 6 финских лагерях на территории Медвежьегорского района во время Великой Отечественной войны.
В течение 1939 года оставшиеся заключённые Соловецкой тюрьмы особого назначения были этапированы в Норильлаг, Владимирскую и Орловскую тюрьмы. 2 ноября 1939  года был подписан Приказ НКВД СССР № 001335 о закрытии тюрьмы.

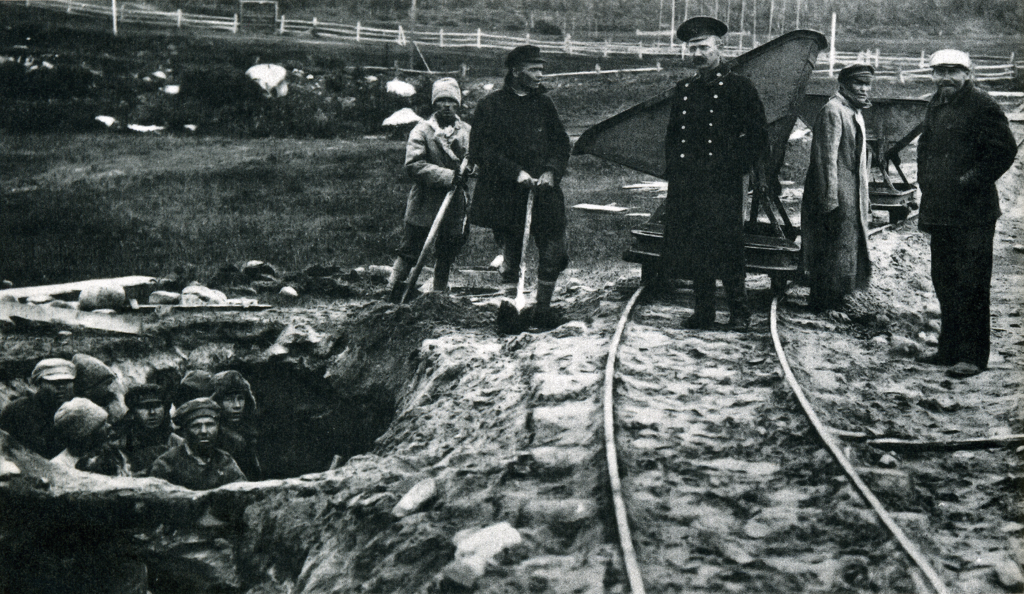
С. Л. О. Н. (1925)

## Начальники лагеря
- С 13 октября 1923 по 13 ноября 1925[52] — А. П. Ногтев[26];
- С 13 ноября 1925[52] по 20 мая 1929 — Ф. И. Эйхманс[26][53],
- с 20 мая 1929 по 19 мая 1930 — А. П. Ногтев
- с 19 мая 1930 по 25 сентября 1931 — А. А. Иванченко[54],
- с 25 сентября 1931 по 6 ноября 1931 — К. Я. Дукис, временно исполняющий обязанности начальника
- 6—16 ноября 1931 — Э. И. Сенкевич
- с 16 ноября 1931 по 1 января 1932 лагерь закрыт в связи с организацией на его базе Белбалтлага
- c января 1932 по март 1933 — Э. И. Сенкевич[55]
- 27 августа 1932 — П. А. Бояр (упоминается как временно исполняющий должность начальника)[56]
- с 28 января 1933 — не позднее 13 августа 1933 (упоминается) — Я. А. Бухбанд[57],
- 8 октября 1933 — Иевлев (упоминается как временно исполняющий должность начальника)
- 4 декабря 1933 — лагерь как самостоятельная единица окончательно закрыт[26].

## Условия жизни в лагере

### Питание и трудовые нормы
Согласно положению 1924 года, заключённым в лагере дважды в день должна была выдаваться горячая пища и три раза в день кипяток для чая. Из дохода лагеря 27,5 % разрешалось тратить на дополнительное питание людей, занятых на тяжёлых работах. В середине 1920-х годов нормы питания были поставлены в прямую зависимость от результатов труда.
| Название продукта | Хлеб | Мясо или рыба | Картофель | Капуста | Свёкла | Горох | Крупа | Пшено | Масло раст. | Лук |
| ----------------- | ---- | ------------- | --------- | ------- | ------ | ----- | ----- | ----- | ----------- | --- |
| Норма отпуска     | 3640 | 736           | 1440      | 818     | 272    | 150   | 608   | 458   | 140         | 56  |

Продолжительность рабочего дня этим же Положением была установлена в 8 часов, однако допускались сверхурочные при срочных, летних, строительных, сельскохозяйственных работах, обусловленных коротким летним сезоном в северных широтах. Это использовалось администрацией для различных субботников, ударных вахт и так далее. За добросовестную работу администрация могла предоставлять заключённым отгул на сутки, выдавать дополнительные продуктовые премии, предоставлять свидания вне надзора и даже ходатайствовать перед Управлением СЛОН о досрочном освобождении по истечении половины срока.

### Материально-денежные вознаграждения
С приходом к руководству Эксплуатационно-производственным отделом Н. А. Френкеля в СЛОН, как и на предприятиях советской промышленности на материке, начала использоваться сдельная оплата труда заключённых в зависимости от объёмов выработки. ЭПО ЭКЧ с 1925 г. разрабатывал расценки на продукцию, что уже к апрелю 1926 года вызвало взлёт объёмов производства. Росту оплаты труда способствовало использование труда заключённых по контрактам со строительными, лесозаготовительными, добывающими организациями.

### Моральные стимулы производства
Опыт Соловецкого лагеря стал основой Постановления Политбюро ЦК ВКП(б) и СНК СССР «Об использовании труда уголовно заключённых» 1929 г., положившего начало системе ГУЛАГ. Эта система в плане организации моральных стимулов не отличалась от производства на «воле»: страна ждала творческой инициативы и энтузиазма со стороны не только рабочего класса, но и заключённых. Они так же боролись за переходящие Красные знамёна, занесение имён на доску почёта, участвовали в движении ударников. В исправительно-трудовых учреждениях книжка ударника позволяла получать дополнительное питание, отправлять 3-4 письма в месяц вместо одного, а также переводить семьям до 50 % получаемых денежных премий.
Стимулами участия в социалистическом соревновании стали индивидуальное досрочное освобождение, групповое досрочное освобождение лучших артелей, сокращение сроков, премирование (прогрессивное, индивидуальное, групповое), улучшение жилищных условий и котлового довольствия, первоочередной отпуск товаров (продуктов ларьков). Конференция Соловецких ударных бригад в феврале 1931 г. прошла под лозунгом: «Широкой волной соцсоревнования ответим на новую клевету капиталистов о принудительном труде в СССР!».
Премирование труда ударников было закреплено Положением об исправительно-трудовых лагерях, принятом СНК СССР 7 апреля 1930 г. Бригады, систематически превышавшие рабочие задания на 20 % и более, становились ударными и получали дополнительные премии.
Хотя экономические службы должны были следить за обоснованностью норм и эффективностью труда, в погоне за высокими результатами в лагере распространились приписки, «туфта». В ответ на это 1 августа 1933 г. был принят новый Исправительно-трудовой кодекс, разрешивший на премирование отчислять не более 5 % от производственного дохода лагеря. Более точно стали применяться зачёты отбытого срока наказания: по первой категории труда 4 дня срока за 3 дня работы, а по второй — 5 дней срока за 4 дня работы. «Особо продуктивная работа» поощрялась «путём зачёта двух дней за три дня срока, а на особо важных работах — одного дня работы за два дня срока».

### Визит Горького

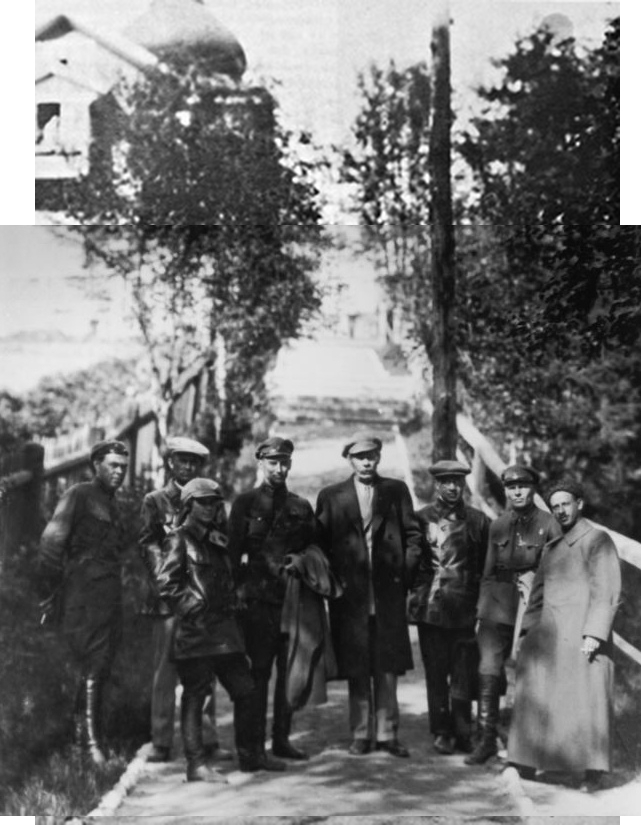
Максим Горький на Соловках (1929)

Максим Горький, побывавший в 1929 году в лагере, приводил в очерке «Соловки» свидетельства заключённых об условиях советской системы трудового перевоспитания:
- заключённые работали не больше восьми часов в день;
- за более тяжёлую работу «на торфе» выдавали повышенный паёк;
- пожилые заключённые не подлежали назначению на тяжёлые работы;
- всех заключённых обучали грамоте.

Их казармы Горький описывает как очень просторные и светлые.
Олег Волков в работе «Погружение во тьму» приводит воспоминания о приезде Горького на Соловки:
Я был на Соловках, когда туда привозили Горького. Раздувшимся от спеси (ещё бы! под него одного подали корабль, водили под руки, окружили почётной свитой), прошёлся он по дорожке возле Управления. Глядел только в сторону, на какую ему указывали, беседовал с чекистами, обряженными в новёхонькие арестантские одёжки, заходил в казармы вохровцев, откуда только-только успели вынести стойки с винтовками и удалить красноармейцев… И восхвалил!

В версте от того места, где Горький с упоением разыгрывал роль знатного туриста и пускал слезу, умиляясь людям, посвятившим себя гуманной миссии перевоспитания трудом заблудших жертв пережитков капитализма, — в версте оттуда, по прямой, озверевшие надсмотрщики били наотмашь палками впряжённых по восьми и десяти в гружённые долготьём сани истерзанных, измождённых штрафников — польских военных. На них по чернотропу вывозили дрова. Содержали поляков особенно бесчеловечно.

### Пытки и издевательства
По словам исследователя истории соловецких лагерей Юрия Бродского, на Соловках по отношению к заключённым применяли разнообразные пытки и унижения. Так, заключённых:
- заставляли перетаскивать камни или брёвна с места на место,
- заставляли считать чаек,
- заставляли громко кричать Интернационал по много часов подряд. Если заключённый останавливался, то двух-трёх убивали, после чего люди стоя кричали, пока не начинали падать от изнеможения. Это могло проводиться ночью, на морозе[61],
- раздевали догола и привязывали к дереву на съедение комарам. Такая пытка получила в лагерях название «комарики»[62][63].

Из материалов доклада зам. начальника Административно-организационного управления ОГПУ А. М. Шанина заместителю председателя ОГПУ Г. Г. Ягоде о произволе и издевательствах над заключёнными в Соловецких лагерях:

Допросами ряда лиц из надзора и заключённых выявлена установившаяся в УСЛОНе система произвола и полного разложения. В широких размерах развито взяточничество и вымогательство с заключённых, а также расхищение вещевого и продовольственного пайка, предназначенного для заключённых. Тенденция личного обогащения за счёт заключённых развилась на базе легализованного в УСЛОНе издевательства и терроризирования заключённых. Формирование надзора производится из наиболее деклассированных, а подчас и к.-р. элементов, которым предоставляется полная свобода действий. Способы терроризирования заключённых применяются следующие:
1. Избиение палками, прикладами, шомполами, плёткой и т. п.
2. Зимой постановка заключённых в так называемые «на камни» в одном белье в положении «смирно» на срок до 3-4 часов.
3. Летом постановка заключённых так назыв. «на комары», то есть раздетого в положении «смирно».
4. Заключение в так назыв. «кибитки», то есть карцера, представляющие собой холодны[е] небольшие дощатые пристройки, в которых заключённые в зимнее время в одном белье выдерживались по несколько часов. Есть случаи смерти от замерзания.
5. Посадка на так назыв. «жёрдочки», то есть узкие скамьи, на которые заключённых усаживали на корточки и, абсолютно запрещая шевелиться и разговаривать, выдерживали в таком положении с раннего утра до позднего вечера.
6. Убийства под видом побега.
7. Изнасилование женщин и принуждение к сожительству заключённых женщин с надзором.
8. Так назыв. «чайки», то есть заключённого зимой в одном белье выводили к устроенному шесту возле пристани, на котором сделана деревянная чайка, и заставляли считать: «чайка раз, чайка два» — до 2 тыс. раз, то есть фактически до состояния полного изнеможения.
9. Заставляли заключённых переливать руками воду из проруби в прорубь.
10. Посадка заключённых в одном белье в карцер, представляющий собой яму высотой не более метра, потолок и пол которой выстланы колючими сучьями. Заключённый выдерживал не более 3 дней и умирал.
11. Так назыв. «дельфины», то есть при проходе заключённых через мост лица из надзора, указывая на того или иного заключённого, кричали «дельфин». Заключённый обязан был бросаться в воду, за неисполнение подвергался избиению и сбрасыванию в воду и т. п. виды истязаний и издевательств над заключёнными.

## Судьба основателей лагеря
Многих организаторов, имевших отношение к созданию Соловецкого лагеря, расстреляли:
- Человек, который предложил собрать лагеря на Соловках, архангельский деятель Иван Васильевич Боговой — расстрелян.
- Человек, который поднял красный флаг над Соловками — попал в Соловецкий же лагерь как заключённый[кто?].
- Первый начальник лагеря Ногтев получил 15 лет, вышел по амнистии, не успел прописаться в Москве, умер.
- Второй начальник лагеря Эйхманс — расстрелян как английский шпион.
- Начальник Соловецкой тюрьмы особого назначения Апетер — расстрелян.

В то же время, например, заключённый СЛОНа Нафталий Аронович Френкель, предложивший новаторские идеи развития лагеря и являвшийся одним из «крёстных отцов» ГУЛАГа, продвинулся по служебной лестнице и ушёл на пенсию в 1947 г. с должности начальника Главного управления лагерей железнодорожного строительства в звании генерал-лейтенанта НКВД.

## Память
Днём политзаключённого в СССР было объявлено 30 октября 1990 года. В этот день на Лубянской площади в Москве был установлен Соловецкий мемориальный камень в память о погибших в годы политических репрессий. Сам камень был привезён с Соловецких островов.
На Соловецком острове есть музей-заповедник СЛОН, его выставочная концепция вызывает споры.
В романе Захара Прилепина «Обитель» действие разворачивается в Соловецком лагере.
Соловецкие мемориальные камни установлены в Санкт-Петербурге, Архангельске, в посёлке Соловецком на Большом Соловецком Острове и в музее Свято-Троицкого монастыря в городе Джорданвилле (США) в память о новомучениках, погибших в Соловецком лагере особого назначения.

Памятные «Соловецкие камни»
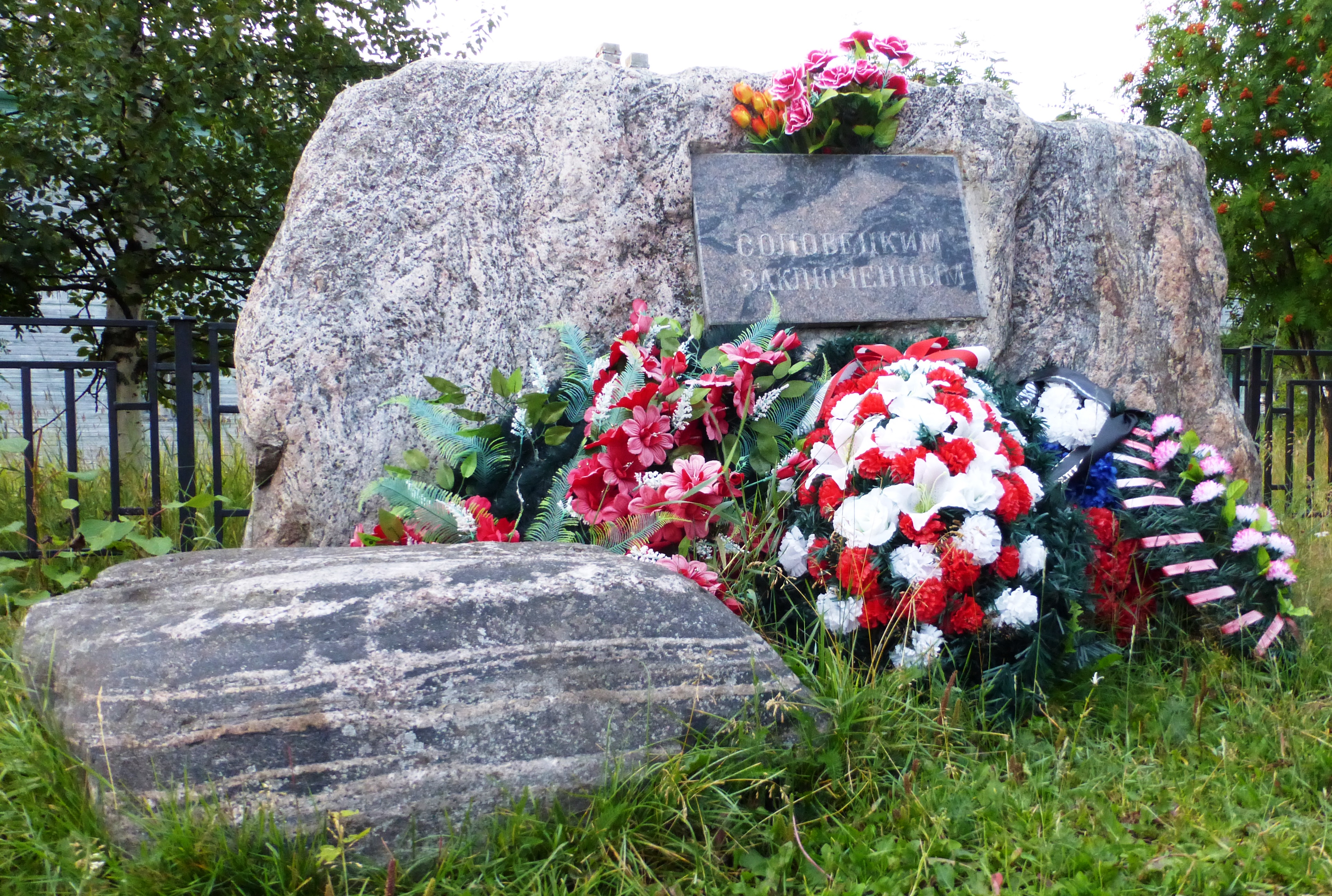
Соловки
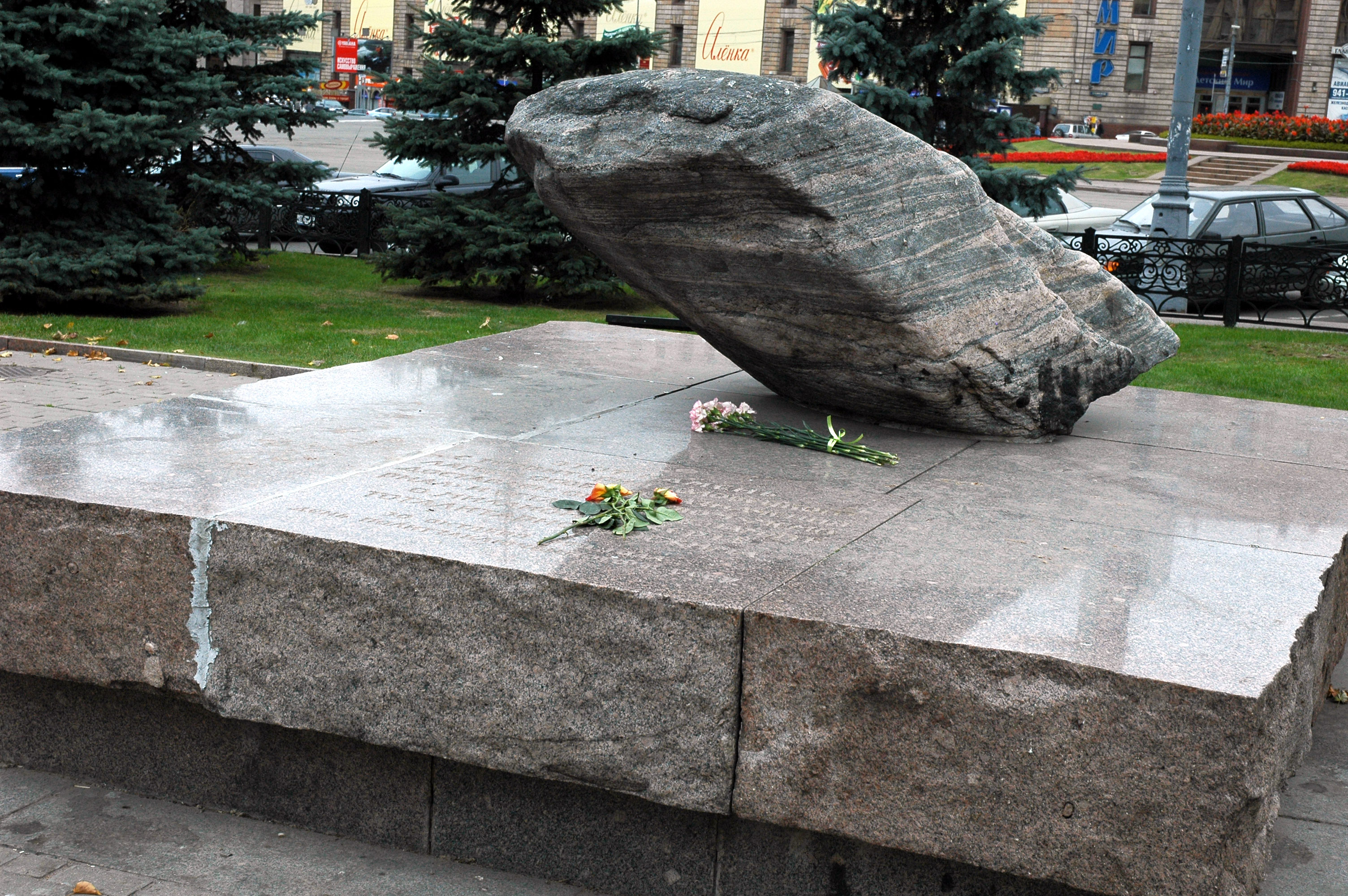
Москва
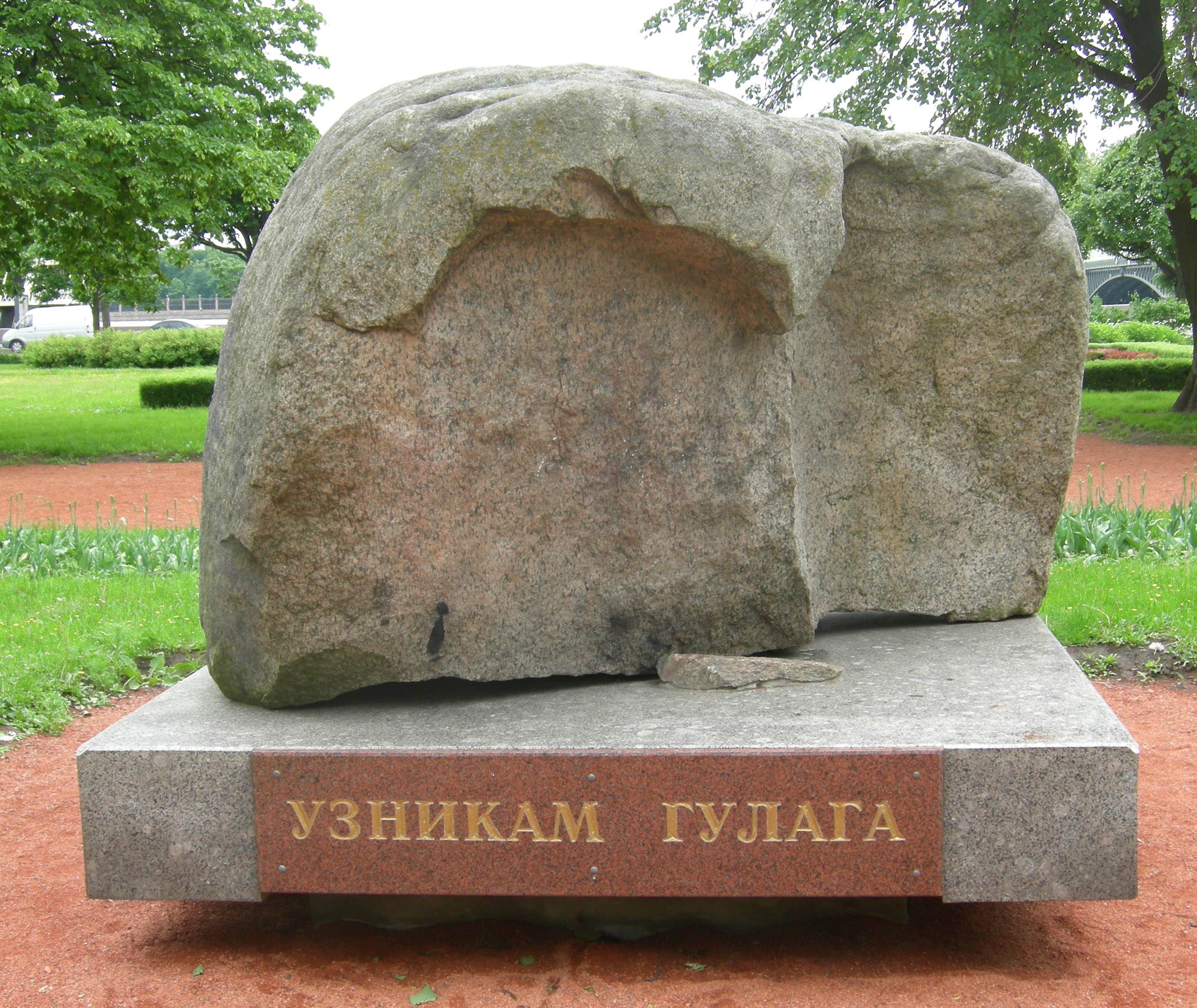
Санкт-Петербург
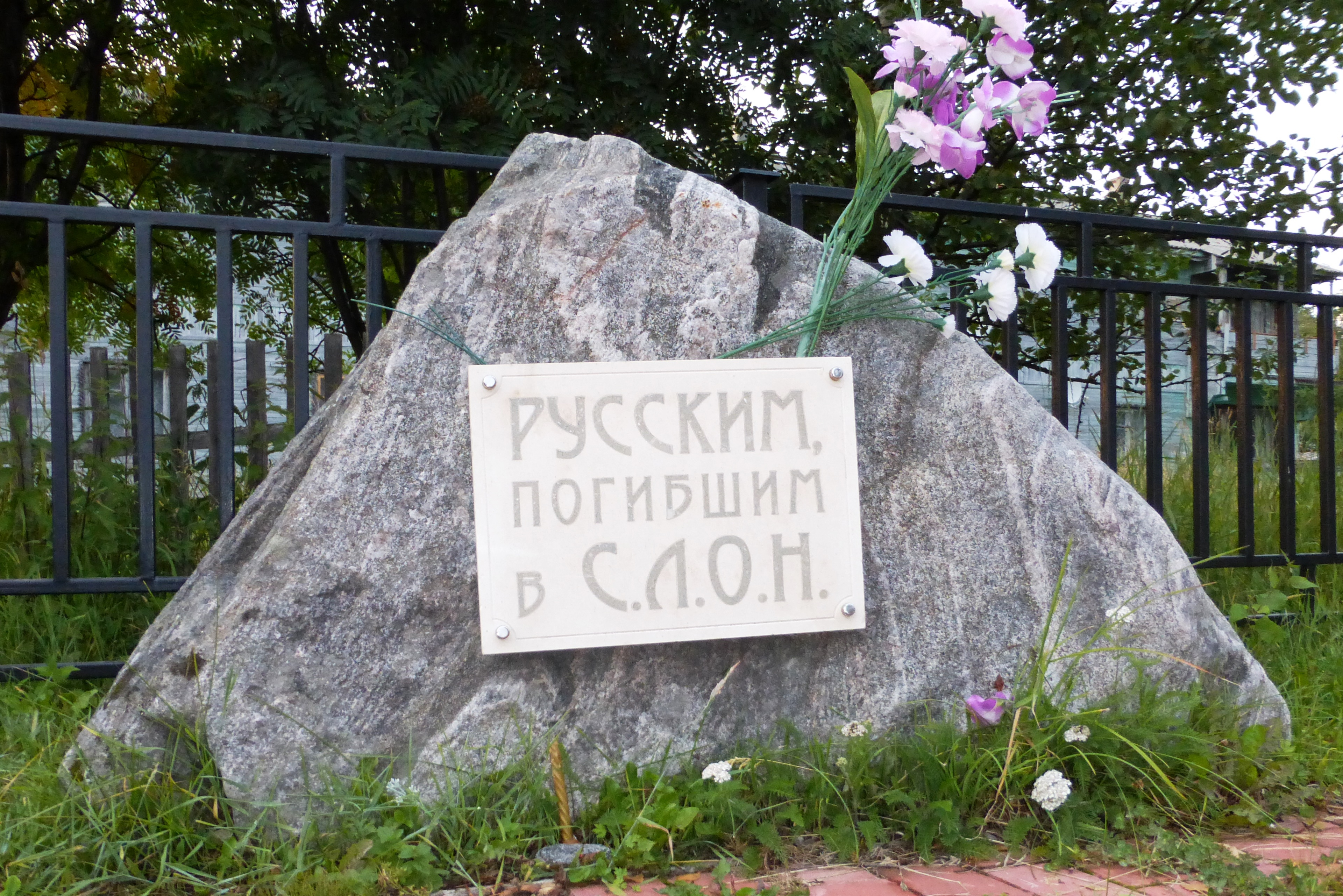
Соловки
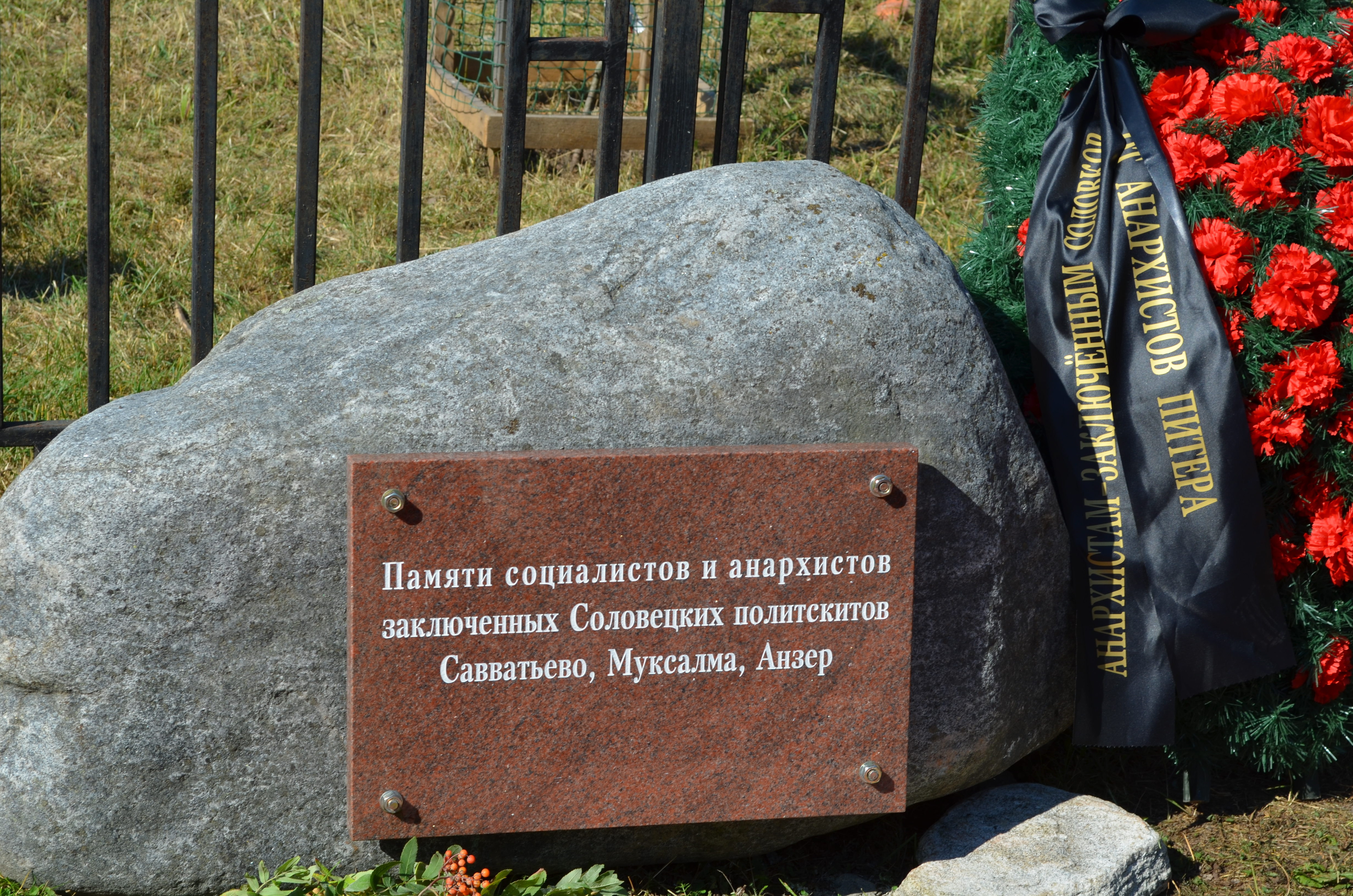
Соловки
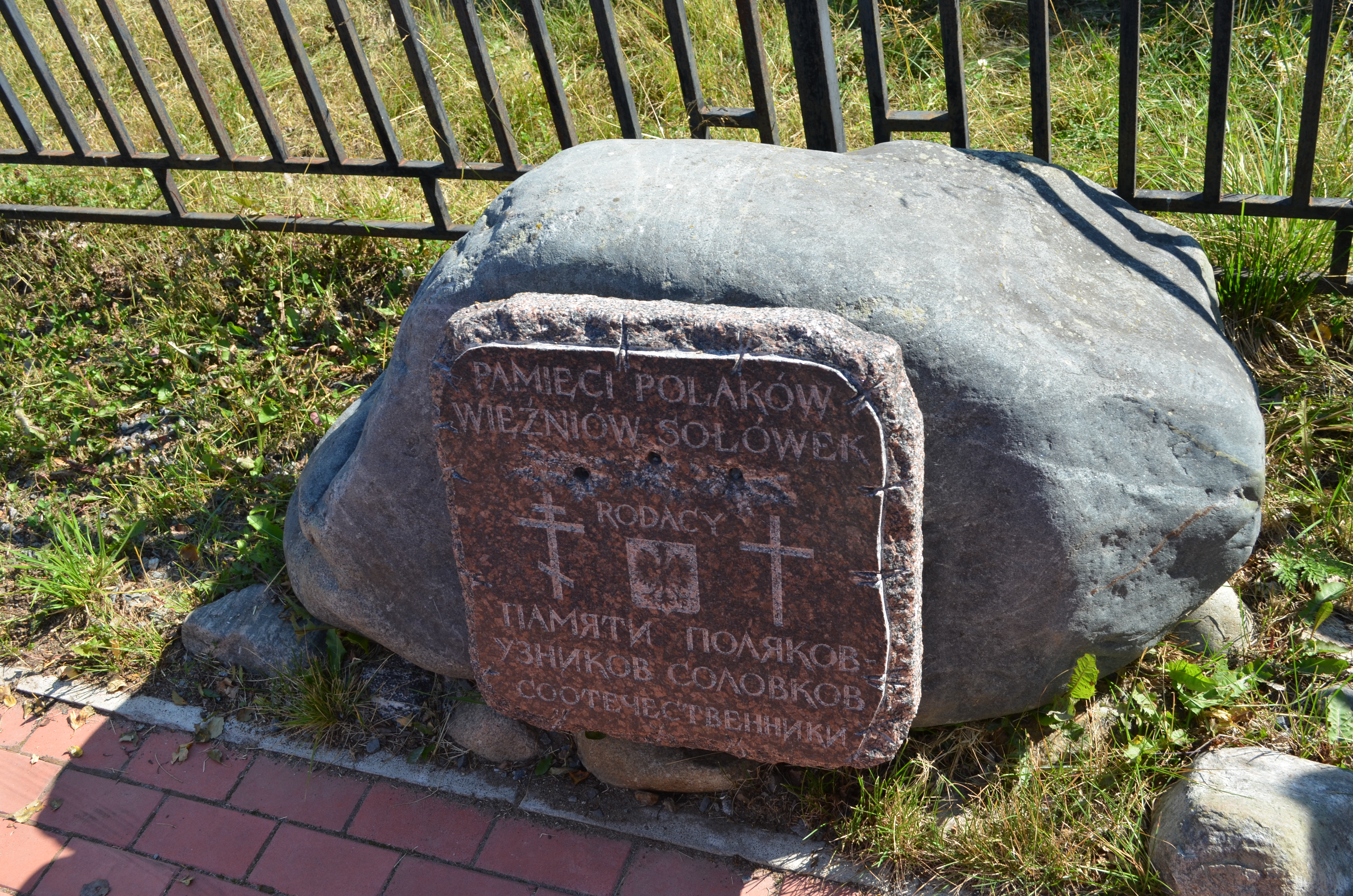
Соловки
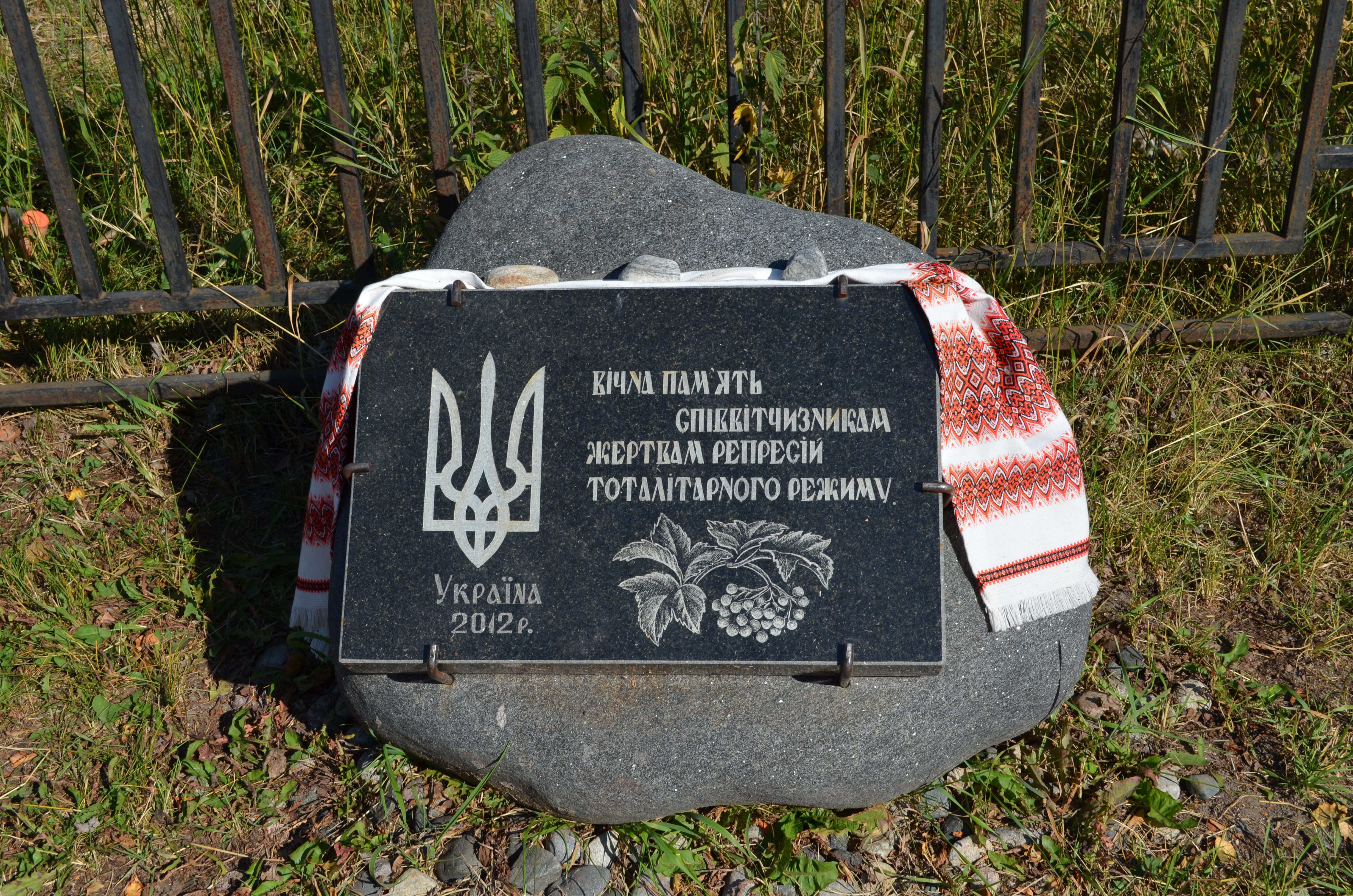
Соловки